# Black Ice
Black Ice is het vijftiende studioalbum van de Australische hardrockband AC/DC, geproduceerd door Brendan O'Brien. Het album is wereldwijd tussen 17 en 22 oktober 2008 uitgebracht. AC/DC werkte al aan het album in januari 2006, maar werd vertraagd door een blessure van de basgitarist Cliff Williams en het verwisselen van platenlabel van Columbia Records naar Sony Music. Het is hun eerste album sinds het uitkomen van Stiff Upper Lip in 2000, het heeft nooit zo lang geduurd voordat er een nieuw album werd uitgebracht. Black Ice werd, net als het album Stiff Upper Lip, opgenomen in The Warehouse Studio in Vancouver (Canada).
Black Ice is in de eerste week 1.762.000 keer verkocht, waaronder 184.000 exemplaren in de Verenigde Staten en 110.000 in het Verenigd Koninkrijk. Het album stond in 29 verschillende landen op nummer 1, waaronder in Australië, Canada, het Verenigd Koninkrijk en de Verenigde Staten. In januari 2009 waren er wereldwijd zes miljoen exemplaren verkocht.
Het album behaalde de 41ste plaats op de lijst: "The 50 Best Albums of 2008" van het Rolling Stone magazine. Metal Hammer, een heavy metal tijdschrift, gaf Black Ice de derde plaats op de lijst "Albums of 2008".

## Black Ice World Tour
Ter promotie van het album Black Ice begon op 28 oktober 2008 de Black Ice World Tour in Wilkes-Barre (Pennsylvania). De Noord-Amerikaanse tour eindigde in Nashville (Tennessee), maar AC/DC kondigde aan dat de tour nog tot en met 2010 door zou gaan. De Europese tour van in totaal 19 etappes begon op 14 mei 2010 in de Bulgaarse hoofdstad Sofia en eindigde op 28 juni 2010 in het Spaanse Bilbao. Vijf nummers van het album Black Ice werden consequent tijdens elk concert van de tour gespeeld; "Rock 'n' Roll Train", "Big Jack", "Anything Goes", "War Machine", and "Black Ice".

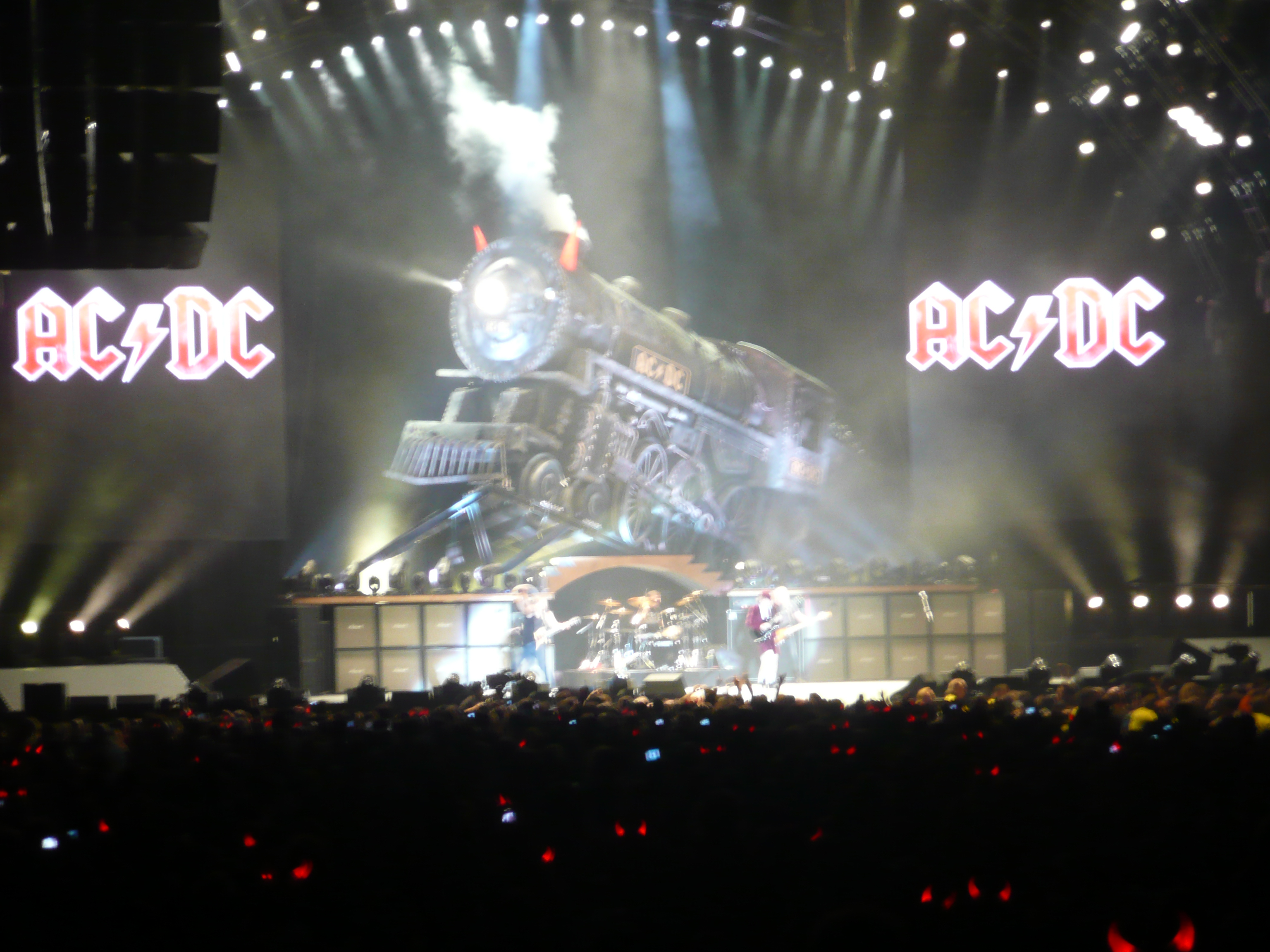
AC/DC tijdens de Black Ice World Tour in Toronto op 7 november 2008.

## Tracklist
Alle nummers zijn geschreven door Angus en Malcolm Young.

| Nr. | Titel                   | Duur |
| --- | ----------------------- | ---- |
| 1.  | Rock 'n' Roll Train     | 4:21 |
| 2.  | Skies on Fire           | 3:34 |
| 3.  | Big Jack                | 3:57 |
| 4.  | Anything Goes           | 3:22 |
| 5.  | War Machine             | 3:09 |
| 6.  | Smash 'n' Grab          | 4:06 |
| 7.  | Spoilin' for a Fight    | 3:17 |
| 8.  | Wheels                  | 3:28 |
| 9.  | Decibel                 | 3:34 |
| 10. | Stormy May Day          | 3:10 |
| 11. | She Likes Rock 'n' Roll | 3:53 |
| 12. | Money Made              | 4:15 |
| 13. | Rock 'n' Roll Dream     | 4:41 |
| 14. | Rocking All the Way     | 3:22 |
| 15. | Black Ice               | 3:25 |

## Hitnoteringen en certificaties
| "Black Ice" in de Nederlandse Album Top 100 - binnen: 25-10-2008 | "Black Ice" in de Nederlandse Album Top 100 - binnen: 25-10-2008 | "Black Ice" in de Nederlandse Album Top 100 - binnen: 25-10-2008 | "Black Ice" in de Nederlandse Album Top 100 - binnen: 25-10-2008 | "Black Ice" in de Nederlandse Album Top 100 - binnen: 25-10-2008 | "Black Ice" in de Nederlandse Album Top 100 - binnen: 25-10-2008 | "Black Ice" in de Nederlandse Album Top 100 - binnen: 25-10-2008 | "Black Ice" in de Nederlandse Album Top 100 - binnen: 25-10-2008 | "Black Ice" in de Nederlandse Album Top 100 - binnen: 25-10-2008 | "Black Ice" in de Nederlandse Album Top 100 - binnen: 25-10-2008 | "Black Ice" in de Nederlandse Album Top 100 - binnen: 25-10-2008 | "Black Ice" in de Nederlandse Album Top 100 - binnen: 25-10-2008 | "Black Ice" in de Nederlandse Album Top 100 - binnen: 25-10-2008 | "Black Ice" in de Nederlandse Album Top 100 - binnen: 25-10-2008 | "Black Ice" in de Nederlandse Album Top 100 - binnen: 25-10-2008 | "Black Ice" in de Nederlandse Album Top 100 - binnen: 25-10-2008 | "Black Ice" in de Nederlandse Album Top 100 - binnen: 25-10-2008 | "Black Ice" in de Nederlandse Album Top 100 - binnen: 25-10-2008 | "Black Ice" in de Nederlandse Album Top 100 - binnen: 25-10-2008 | "Black Ice" in de Nederlandse Album Top 100 - binnen: 25-10-2008 | "Black Ice" in de Nederlandse Album Top 100 - binnen: 25-10-2008 | "Black Ice" in de Nederlandse Album Top 100 - binnen: 25-10-2008 | "Black Ice" in de Nederlandse Album Top 100 - binnen: 25-10-2008 | "Black Ice" in de Nederlandse Album Top 100 - binnen: 25-10-2008 | "Black Ice" in de Nederlandse Album Top 100 - binnen: 25-10-2008 |
| Week                                                             | 1                                                                | 2                                                                | 3                                                                | 4                                                                | 5                                                                | 6                                                                | 7                                                                | 8                                                                | 9                                                                | 10                                                               | 11                                                               | 12                                                               | 13                                                               | 14                                                               | 15                                                               | 16                                                               | 17                                                               | 18                                                               |                                                                  | 19                                                               | 20                                                               | 21                                                               | 22                                                               | 23                                                               |
| ---------------------------------------------------------------- | ---------------------------------------------------------------- | ---------------------------------------------------------------- | ---------------------------------------------------------------- | ---------------------------------------------------------------- | ---------------------------------------------------------------- | ---------------------------------------------------------------- | ---------------------------------------------------------------- | ---------------------------------------------------------------- | ---------------------------------------------------------------- | ---------------------------------------------------------------- | ---------------------------------------------------------------- | ---------------------------------------------------------------- | ---------------------------------------------------------------- | ---------------------------------------------------------------- | ---------------------------------------------------------------- | ---------------------------------------------------------------- | ---------------------------------------------------------------- | ---------------------------------------------------------------- | ---------------------------------------------------------------- | ---------------------------------------------------------------- | ---------------------------------------------------------------- | ---------------------------------------------------------------- | ---------------------------------------------------------------- | ---------------------------------------------------------------- |
| Positie                                                          | 3                                                                | 5                                                                | 6                                                                | 12                                                               | 23                                                               | 23                                                               | 30                                                               | 30                                                               | 34                                                               | 28                                                               | 32                                                               | 37                                                               | 43                                                               | 42                                                               | 53                                                               | 65                                                               | 75                                                               | 66                                                               | uit                                                              | 60                                                               | 49                                                               | 26                                                               | 21                                                               | 35                                                               |
| Week                                                             | 24                                                               | 25                                                               | 26                                                               | 27                                                               | 28                                                               | 29                                                               | 30                                                               | 31                                                               | 32                                                               | 33                                                               | 34                                                               | 35                                                               | 36                                                               | 37                                                               | 38                                                               | 39                                                               | 40                                                               | 41                                                               | 42                                                               | 43                                                               | 44                                                               | 45                                                               | 46                                                               |                                                                  |
| Positie                                                          | 42                                                               | 46                                                               | 56                                                               | 41                                                               | 53                                                               | 62                                                               | 65                                                               | 64                                                               | 63                                                               | 64                                                               | 41                                                               | 23                                                               | 40                                                               | 53                                                               | 58                                                               | 57                                                               | 54                                                               | 51                                                               | 64                                                               | 55                                                               | 65                                                               | 77                                                               | 93                                                               | uit                                                              |

| Land                | Bron(nen)                      | Hoogste positie |
| ------------------- | ------------------------------ | --------------- |
| Argentinië          | CAPIF                          | 1               |
| Australië           | ARIA                           | 1               |
| België (Vlaanderen) | Ultratop 50                    | 1               |
| België (Wallonië)   | Ultratop 40                    | 1               |
| Canada              | Nielsen SoundScan              | 1               |
| Denemarken          | IFPI Danmark                   | 1               |
| Duitsland           | IFPI                           | 1               |
| Finland             | GLF                            | 1               |
| Frankrijk           | SNEP / IFOP                    | 1               |
| Griekenland         | IFPI                           | 1               |
| Hongarije           | Mahasz                         | 1               |
| Ierland             | IRMA                           | 1               |
| Italië              | FIMI                           | 1               |
| Japan               | Oricon                         | 3               |
| Mexico              | AMPROFON                       | 3               |
| Nederland           | MegaCharts                     | 3               |
| Nieuw-Zeeland       | RIANZ                          | 1               |
| Noorwegen           | VG Nett                        | 1               |
| Oostenrijk          | Music Control Europe           | 1               |
| Polen               | Oficjalna Lista Sprzedaży      | 1               |
| Portugal            | AFP                            | 2               |
| Slovenië            | SLO/TOP/30                     | 1               |
| Spanje              | PROMUSICAE                     | 1               |
| Tsjechië            | IFPI                           | 1               |
| Turkije             | Media Control Europe           | 6               |
| Verenigd Koninkrijk | OCC                            | 1               |
| Verenigde Staten    | Billboard 200                  | 1               |
| Verenigde Staten    | Billboard Top Hard Rock Albums | 1               |
| Verenigde Staten    | Billboard Top Rock Albums      | 1               |
| Zuid-Afrika         | rsgMusiek                      | 14              |
| Zweden              | Sverigetopplistan              | 1               |
| Zwitserland         | Media Control Europe           | 1               |

| Land                | Certificatie | Exemplaren          |
| ------------------- | ------------ | ------------------- |
| Argentinië          | Platina      | 40.000              |
| Australië           | 5× Platina   | 350.000             |
| België              | 2× Platina   | 50.000              |
| Brazilië            | Goud         | 50.000              |
| Canada              | 4× Platina   | 320.000             |
| Denemarken          | Platina      | 40.000              |
| Duitsland           | 3× Platina   | 400.000             |
| Finland             | Platina      | 30.000              |
| Frankrijk           | Platina      | 90.000/200.000      |
| Griekenland         | Goud         | 10.000              |
| Hongarije           | 2× Platina   | 20.000              |
| Ierland             | 2× Platina   | 30.000              |
| Italië              | 2× Platina   | 170.000             |
| Japan               |              | 46.000              |
| Nederland           | Goud         | 30.000              |
| Nieuw-Zeeland       | 2× Platina   | 30.000              |
| Noorwegen           | 2× Platina   | 80.000              |
| Oostenrijk          | Platina      | 30.000              |
| Polen               | Goud         | 35.000              |
| Portugal            | Goud         | 10.000              |
| Singapore           | Platina      | 15.000              |
| Spanje              | Goud         | 40.000              |
| Tsjechië            | 2× Platina   | 40.000              |
| Verenigd Koninkrijk | Platina      | 300.000             |
| Verenigde Staten    | 2× Platina   | 2.500.000/3.000.000 |
| Zweden              | 2× Platina   | 80.000              |
| Zwitserland         | 4× Platina   | 90.000              |

## Bezetting

### AC/DC
- Brian Johnson – leadzang
- Angus Young – leadgitaar, slidegitaar
- Malcolm Young – slaggitaar, achtergrondzang
- Cliff Williams – basgitaar, achtergrondzang
- Phil Rudd – drumstel, percussie

### Productie
- Brendan O'Brien - producent
- Mike Fraser – ingenieur, mixer
- Eric Mosher – assistent-ingenieur
- Billy Bowers – ingenieur
- Richard Jones – techniek
- Geoff Banks – techniek
- Rick St. Pierre – techniek
- Guido Karp – fotografie
- Joshua Marc Levy – design, illustraties (met vectorafbeeldingen van You Work For Them, LLC)
- Alvin Handwerker – manager (Prager and Fenton LLP)